# Dettwiller
Dettwiller település Franciaországban, Bas-Rhin megyében. Lakosainak száma 2569 fő (2022. január 1.). Dettwiller Gottesheim, Hattmatt, Lupstein, Steinbourg, Waldolwisheim és Wilwisheim községekkel határos.

## Népesség
A település népességének változása:
| Lakosok száma | 2628 | 2619 | 2640 | 2612 | 2610 | 2610 | 2595 | 2582 | 2569 |
|               | 2013 | 2015 | 2016 | 2017 | 2018 | 2019 | 2020 | 2021 | 2022 |